# Сердюк Ф.
Сердюк Ф. — український режисер, актор.
Один з перших українських діячів кіно початку 20 сторіччя. Працював у Харкові в Конторі Акіма Каратуманова.

## Фільмографія
- 1910 — «Наталка Полтавка» (разом з Дмитром Байдою-Суховієм)
- 1910 — «Шемелько-денщик» (разом з Дмитром Байдою-Суховієм)
- 1911 — «Три кохання в мішках» (разом з Дмитром Байдою-Суховієм)
- 1914 — «Герой з народу»
- 1914 — «Від'їзд на фронт або любов денщика»
- 1914 — «Два вороги на полі брані, або серце російського солдата»
- 1916 — «За вірність присягу царю і вітчизні»